# تراموا رم
تراموا رم (انگلیسی: Trams in Rome) سیستم تراموا در شهر رم، ایتالیا است.
این تراموا که در سال ۱۸۷۷ تأسیس شده دارای ۶ خط، ۱۹۲ ایستگاه و ۳۶ کیلومتر طول می‌باشد.

## نگارخانه

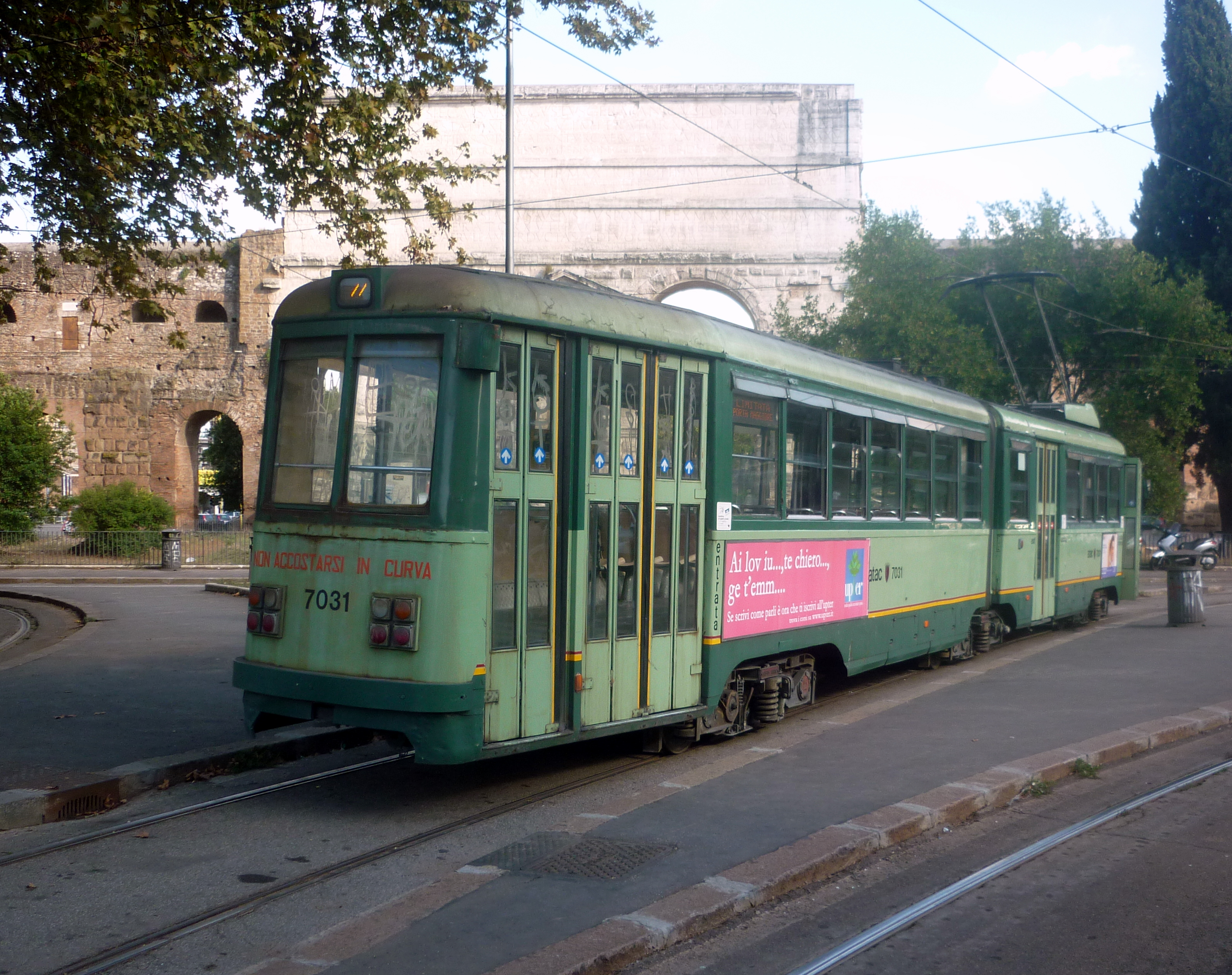
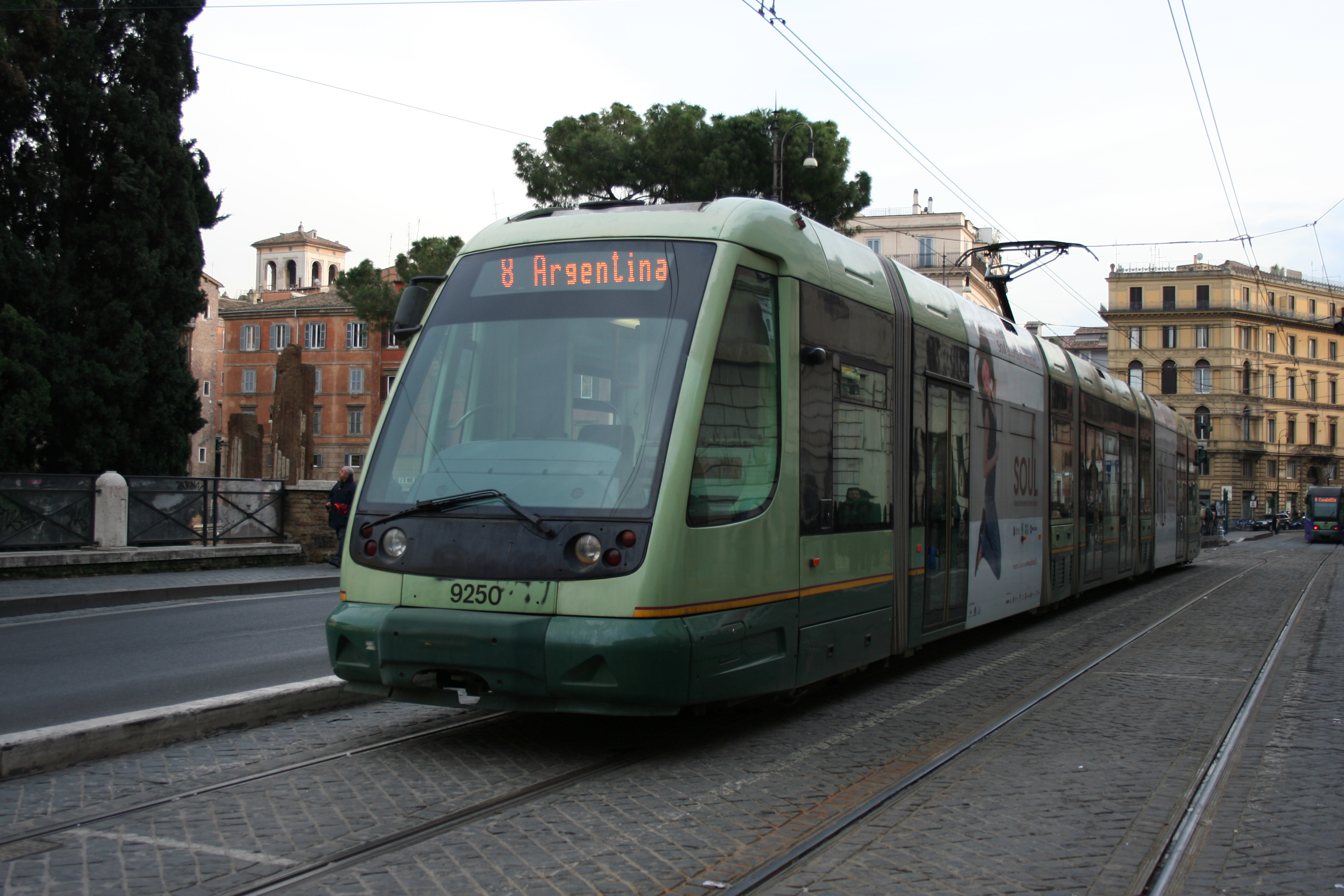
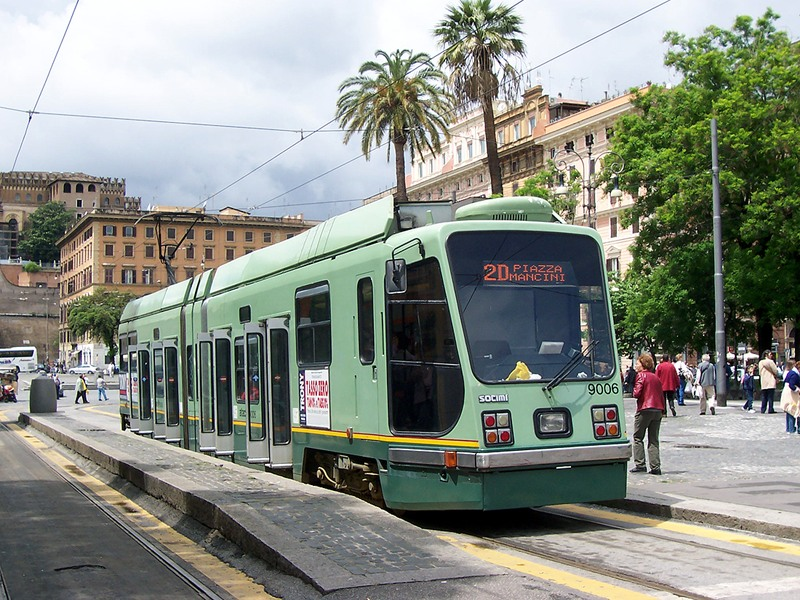
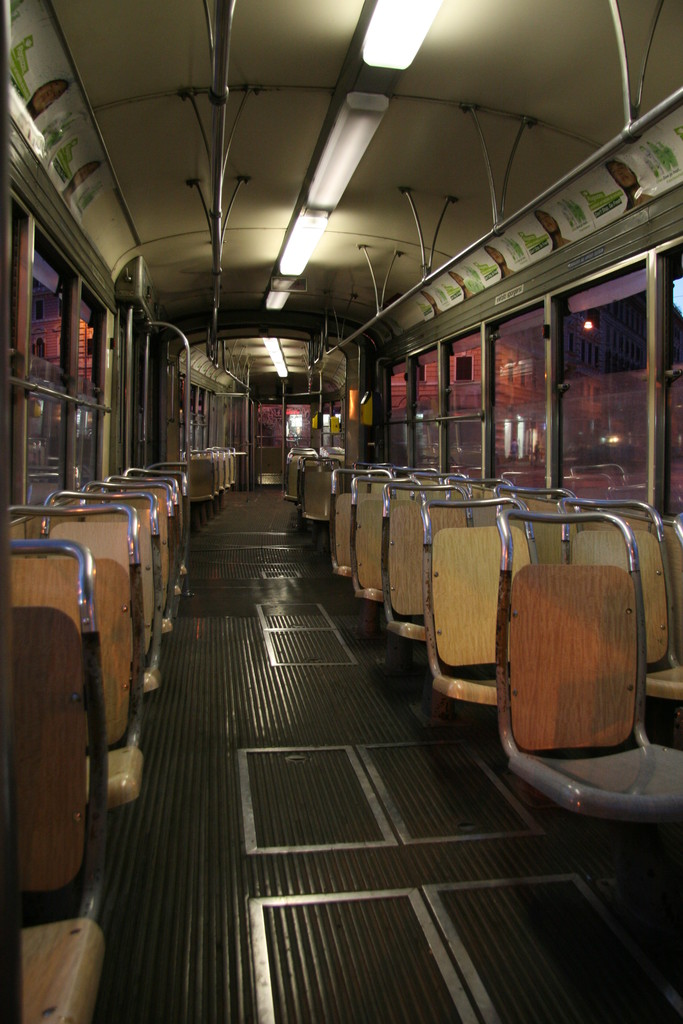